# Fryderyki 2009
Fryderyki 2009 – 15. edycja polskich nagród muzycznych Fryderyków, przyznawanych przez Akademię Fonograficzną (powołaną przez Związek Producentów Audio-Video), honorująca dokonania przemysłu muzycznego w roku 2008. Dwie ceremonie obyły się 20 kwietnia 2009 w Warszawie. Pierwsza, obejmująca kategorie muzyki poważnej i jazzowej, miała miejsce w Bazylice Najświętszego Serca Jezusowego, została poprowadzona przez Martę Perchuć-Burzyńską i Artura Rucińskiego oraz była emitowana przez TVP Kultura. Druga, obejmująca kategorie muzyki rozrywkowej, odbyła się w Fabryce Trzciny, została poprowadzona przez Tomasza Kammela i Radosława Brzózkę oraz była emitowana przez TVP1.
Nagrody konkursowe zostały przyznane w 29 kategoriach (19 w sekcji muzyki rozrywkowej, 3 w sekcji muzyki jazzowej i 10 w sekcji muzyki poważnej). Najwięcej nominacji (8) otrzymała Ania Dąbrowska, zaś najwięcej nagród (po 3) zdobyli Czesław Śpiewa, Maria Peszek i Piotr Rogucki. Poza nagrodami konkursowymi zostały przyznane cztery Złote Fryderyki.

## Organizacja
23 lutego 2007 Andrzej Puczyński i Jan Chojnacki, reprezentujący zarząd Związku Producentów Audio-Video, podpisali ze Stanisławem Trzcińskim, prezesem agencji STX Jamboree, umowę w sprawie wyłącznej organizacji i promocji Fryderyków w latach 2007–2010. Ponadto przedsiębiorstwo mogło rozporządzać prawami do transmisji telewizyjnej wręczenia nagród.
12 lutego 2009 Akademia Fonograficzna ogłosiła nominacje w 32 kategoriach do Fryderyków 2009 oraz zapowiedziała szczegóły o ceremoniach ich wręczenia. Dotychczasowa kategoria album roku rock / metal została podzielona na dwie: album roku rock i album roku heavy, zaś kategoria album roku etno / folk zmieniła nazwę na album roku folk / muzyka świata. Ponadto Akademia Fonograficzna poinformowała, że honorowe Złote Fryderyki otrzymają Krzysztof Penderecki, Henryk Mikołaj Górecki, Zbigniew Namysłowski i Jerzy Połomski. Zapowiedziała także, że zwycięzcę w kategorii piosenka roku wyłoni publiczność w wyniku głosowania SMS podczas transmisji telewizyjnej. Do nagród zostało zgłoszone około 90 albumów muzyki poważnej, 35 jazzowych, 170 z polskiej muzyki rozrywkowej, 100 nagranych przez wykonawców zagranicznych, 160 utworów i 113 teledysków.
Podobnie jak w dwóch poprzednich edycjach, wręczenie nagród zostało podzielone na dwie gale, zorganizowane 20 kwietnia 2009. Pierwsza z nich, obejmująca kategorie muzyki poważnej i jazzowej, odbyła się o godzinie 17 w Bazylice Najświętszego Serca Jezusowego, a poprowadzili ją dziennikarka Marta Perchuć-Burzyńska i śpiewak Artur Ruciński. Druga, obejmująca kategorie muzyki rozrywkowej, odbyła się o 20:20 w Fabryce Trzciny, a jej prowadzącymi byli dziennikarze Tomasz Kammel i Radosław Brzózka. Ich głównym sponsorem był koncern PepsiCo.
Gala muzyki poważnej i jazzowej była emitowana na żywo w TVP Kultura. Według danych AGB Nielsen Media Research jej oglądalność wyniosła średnio 1,5 tysiąca widzów, co przełożyło się na 0,02% udziału w rynku. Galę muzyki rozrywkowej transmitowała na żywo TVP1. Jej oglądalność wyniosła średnio 1,18 miliona osób, co przełożyło się na 7,48% udziału w grupie wszystkich widzów i 6,51% w grupie wiekowej 16–49. Był to czwarty najwyższy wynik tego wieczoru, zaraz za TVP2, Polsatem i TVN.

## Przebieg

### Gala muzyki rozrywkowej

#### Występy
Wykonawcy:
- Mika Urbaniak
- Kasia Kowalska
- Czesław Śpiewa
- Ania Dąbrowska
- Maria Peszek

#### Prezenterzy
Prezenterzy:

- Hanna Gronkiewicz-Waltz – wręczenie Złotego Fryderyka Jerzemu Połomskiemu
- Justyna Steczkowska i Robert Janowski – wręczenie nagród w kategoriach wokalista roku i wokalistka roku
- Anita Lipnicka i John Porter – wręczenie nagród w kategoriach kompozytor roku i autor roku
- Tomasz Lipiński i Artur Gadowski – wręczenie nagrody w kategorii album roku muzyka alternatywna
- Olaf Deriglasoff i Stanisław Janecki – wręczenie nagrody w kategorii album roku heavy
- Stanisław Trzciński – wręczenie nagrody w kategorii najlepszy album zagraniczny
- Natalia Kukulska
- Marcin Rozynek
- Sidney Polak
- Krzysztof „K.A.S.A.” Kasowski
- Jan Chojnacki
- Dariusz Lenart

### Gala muzyki poważnej i jazzowej
Wykonawcy:
- Chór Opery i Filharmonii Podlaskiej (dyrygent: Marcin Nałęcz-Niesiołowski, dyrygent i przygotowanie chóru: Violetta Bielecka)
- Marcin Wasilewski Trio

## Laureaci i nominowani

### Sekcja muzyki rozrywkowej
| Piosenka roku | Nowa twarz fonografii |
| --- | --- |
| - „Maszynka do świerkania” – Czesław Śpiewa - „Jak anioła głos” – Feel - „Kto tam u ciebie jest?” – Nosowska - „Nigdy więcej nie tańcz ze mną” – Ania Dąbrowska - „Rosół” – Maria Peszek | - Czesław Śpiewa - June - Natalia Lesz - Manchester - Marika - Pectus |
| Wokalista roku | Wokalistka roku |
| - Piotr Rogucki - Czesław Mozil - Piotr Cugowski - Piotr Kupicha - Maciej Maleńczuk | - Katarzyna Nosowska - Ania Dąbrowska - Dorota Miśkiewicz - Maria Peszek - Natalia Przybysz |
| Grupa roku | Produkcja muzyczna roku |
| - Coma - Bracia - Czesław Śpiewa - Feel - Kapela ze Wsi Warszawa | - Maria Awaria – Maria Peszek - produkcja muzyczna i realizacja: Andrzej Smolik - Hipertrofia – Coma - produkcja muzyczna: Coma - realizacja: Tomasz Zalewski - W spodniach czy w sukience? – Ania Dąbrowska - produkcja muzyczna: Ania Dąbrowska, Bogdan Kondracki i Kuba Galiński - realizacja: Jazzboy Production - Wymixowanie – Kapela ze Wsi Warszawa - Verses of Steel – Acid Drinkers - produkcja: Maciej Starosta i Aleksander Mendyk - realizacja: Jacek Miłaszewski, Przemysław Wejmann i Maciej Feddek |
| Kompozytor roku | Autor roku |
| - Wojciech Waglewski - Acid Drinkers - Andrzej Smolik - Ania Dąbrowska - Piotr Kupicha | - Maria Peszek - Ania Dąbrowska - Kapela ze Wsi Warszawa - L.U.C. - Wojciech Waglewski |
| Album roku pop | Album roku rock |
| - Debiut – Czesław Śpiewa - Caminho – Dorota Miśkiewicz - Samo Voo Voo – Voo Voo - Tesla – Silver Rocket - W spodniach czy w sukience? – Ania Dąbrowska | - Hipertrofia – Coma - Hey Jimi. Polskie Gitary grają Hendrixa – Jan Borysewicz, Leszek Cichoński, Zbigniew Hołdys, Mieczysław Jurecki, Wojciech Klich, Jacek Królik, Marek Raduli, Sebastian Riedel, Jerzy Styczyński, Ryszard Sygitowicz, Krzysztof Ścierański i Wojciech Waglewski - Matematyk – Homo Twist - Take Off – Renton - Zre nas konsumpcja – De Press |
| Album roku heavy | Album roku muzyka alternatywna |
| - Verses of Steel – Acid Drinkers - At The Arena ov Aion – Live Apostasy – Behemoth - Black River – Black River - Teoria konspiracji – Frontside - Zimny dom – Totentanz | - Maria Awaria – Maria Peszek - Koniec kryzysu – Pustki - Męska muzyka – Wojciech Waglewski, Fisz i Emade - Plim Plum Plam – Őszibarack - Tesco Value – Czesław Śpiewa |
| Album roku hip-hop / R&B | Album roku folk / muzyka świata |
| - Heavi Metal – Fisz i Emade - Ja tu tylko sprzątam – O.S.T.R. - Ostatni poziom kontroli – Abradab - Plenty – Marika - Soulahili – Pinnawela | - Wymixowanie – Kapela ze Wsi Warszawa - Balkan Koncept – Balkanika - Songs of Glory – Pieśni chwały – Trebunie-Tutki i Twinkle Brothers - Time Ruines – Andrzej Bachleda i The Technicolor Orchestra - Z piosenką przez świat – Państwowy Zespół Ludowy Pieśni i Tańca „Mazowsze” |
| Album roku blues | Album roku piosenka poetycka |
| - Koncertowo – Kasa Chorych - Blue Blues 3 – Grzegorz Kapołka Trio - Magda Live – Magda Piskorczyk - Smacznego! – Blues Flowers - Zobacz jak pięknie – After Blues | - Osiecka – Nosowska - Na żywo – Katarzyna Groniec - Kumple to grunt – Zespół Reprezentacyjny - Obrazy i obrazki – Koncert na Zamku w Olsztynie – Czerwony Tulipan - Pocztówki z Macondo – Grzegorz Bukała, Nie-za-duża Orkiestra Marcina Partyki i kwartet smyczkowy The Strings |
| Wydawnictwo specjalne – najlepsza oprawa graficzna | Videoklip roku |
| - Tesla – Silver Rocket (projekt graficzny: Mariusz Szypura i Grzegorz Domaradzki) - Hipertrofia – Coma (projekt graficzny: Rafał Matuszak) - Maria Awaria – Maria Peszek (projekt graficzny: Edek) - Osiecka – Nosowska (projekt graficzny: Macio Moretti) - W spodniach czy w sukience? – Ania Dąbrowska (projekt graficzny: Macio Moretti) | - „W aucie” – Sokół, gościnnie: Pono (reżyseria: Kuba Łubniewski) - „Maszynka do świerkania” – Czesław Śpiewa (reżyseria: Mads Nygaard Hemmingsen) - „Nigdy więcej nie tańcz ze mną” – Ania Dąbrowska (reżyseria: Ania Dąbrowska) - „Rosół” – Maria Peszek (reżyseria: Roy) - „Zero osiem wojna” – Coma (reżyseria: Maciej Sterło-Orlicki) |
| Najlepszy album zagraniczny | |
| - New Amerykah Part One (4th World War) – Erykah Badu - Black Ice – AC/DC - Death Magnetic – Metallica - Only by the Night – Kings of Leon - Viva la Vida or Death and All His Friends – Coldplay | |

### Sekcja muzyki jazzowej
| Jazzowy muzyk roku | Jazzowy fonograficzny debiut roku                       |
| --- | ------------------------------------------------------- |
| - Marcin Wasilewski - Adam Pierończyk - Grzegorz Nagórski - Michał Tokaj - Piotr Baron | - Grzegorz Nagórski - Anna Stępniewska - Rafał Sarnecki |
| Jazzowy album roku |                                                         |
| - January – Marcin Wasilewski Trio - Belcanto Semplice – Krzysztof Herdzin, Marek Podkowa, Zbigniew Wegehaupt i Cezary Konrad - Dedication – Grzegorz Nagórski - Live at Palladium – Aga Zaryan - Sanctus, Sanctus, Sanctus – Piotr Baron |                                                         |

### Sekcja muzyki poważnej
| Najwybitniejsze nagranie muzyki polskiej | Najwybitniejsze nagranie muzyki polskiej |
| --- | --- |
| - Paweł Mykietyn: Speechless Song - soliści: Jacek Laszczkowski – sopran męski, Maciej Piszek – fortepian, Jerzy Artysz – baryton, Viola Łabanow – klawesyn, Andrzej Bauer – wiolonczela - orkiestra/zespół: Polska Orkiestra Radiowa, Kwartet Dafô - dyrygent/kierownik artystyczny: Jacek Rogala, Przemysław Fiugajski - Chopin. Halina Czerny-Stefańska - soliści: Halina Czerny-Stefańska - orkiestra/zespół: Orkiestra Symfoniczna Filharmonii Narodowej - dyrygent/kierownik artystyczny: Bohdan Wodiczko - Marian Borkowski: Hymnus - soliści: Małgorzata Armanowska, Krakowska Grupa Perkusyjna, Andrzej Chorosiński - orkiestra/zespół: Polski Chór Kameralny, The Holst Singers, Chór Katedry Warszawsko-Praskiej Musica Sacra, Orkiestra i Chór Filharmonii Podlaskiej, Chór ATK, Chór Uniwersytetu Warszawskiego - dyrygent/kierownik artystyczny: Piotr Borkowski, Kazimierz Szymonik, Jan Łukaszewski, Stephen Layton, Violetta Bielecka - Karłowicz: Koncert skrzypcowy A-dur op. 8, Odwieczne Pieśni op. 10, SACD & CD - soliści: Agata Szymczewska – skrzypce - orkiestra/zespół: Sinfonia Varsovia - dyrygent/kierownik artystyczny: Jerzy Maksymiuk - Polski Chór Kameralny - orkiestra/zespół: Polski Chór Kameralny - dyrygent/kierownik artystyczny: Jan Łukaszewski | |
| Kompozytor roku | Fonograficzny debiut roku |
| - Paweł Mykietyn - Henryk Mikołaj Górecki - Marian Borkowski - Stanisław Moryto - Paweł Szymański | - Górecki, Moryto, Szymanowski – Pieśni kurpiowskie – Chór Opery i Filharmonii Podlaskiej (dyrygent: Violetta Bielecka) - Chopin, Liszt: Sonaty – Jacek Kortus - Silesian Guitar Octet – Oct.opus – Silesian Guitar Octet |
| Album roku muzyka chóralna i oratoryjna | |
| - Stanisław Moniuszko – Msze - soliści: Marta Boberska – sopran, Agnieszka Rehlis – alt, Rafał Bartmiński – tenor, Jarosław Bręk – bas, Andrzej Białko – organy - orkiestra/zespół: Chór Filharmonii Narodowej - dyrygent/kierownik artystyczny: Henryk Wojnarowski - Muzyka polskiego baroku - orkiestra/zespół: Chór Filharmonii Poznańskiej, Poznańskie Słowiki, Orkiestra Mazowieckiego Teatru Muzycznego Operetka im. Jana Kiepury w Warszawie - dyrygent/kierownik artystyczny: Stefan Stuligrosz - Pueri Cantores Olivenses – Japanese Tour 2007 - orkiestra/zespół: Pueri Cantores Olivenses - dyrygent/kierownik artystyczny: Jan Łukaszewski - Zygmunt Stojowski: Suita Es-dur, Wiosna, Modlitwa za Polskę - soliści: Marta Wróblewska – sopran, Maciej Nerkowski – baryton, Rafał Sulima – organy - orkiestra/zespół: Chór i Orkiestra Symfoniczna Filharmonii Podlaskiej - dyrygent/kierownik artystyczny: Marcin Nałęcz-Niesiołowski – dyrygent, Violetta Bielecka – przygotowanie chóru - Zeidler, Wański, Koperski – Musica Sacromontana cz. 2 - soliści: Marzena Michałowska, Agnieszka Rehlis, Rafał Bartmiński, Maciej Straburzyński, Anna Karasińska, Piotr Olech, Aleksander Kunach, Jacek Ozimkowski, Peter Zajiček - orkiestra/zespół: Concerto Polacco, Orkiestra Akademii Beethovenowskiej, Chór Katolickiego Uniwersytetu Lubelskiego Jana Pawła II - dyrygent/kierownik artystyczny: Marcin Nałęcz-Niesiołowski, Marek Toporowski | |
| Album roku muzyka dawna i barokowa | |
| - Mikołaj Zieleński: Offertoria et Communiones Totius Anni (1611) - soliści: Emma Kirkby – sopran, Andrzej Białko – organy - orkiestra/zespół: Capella Cracoviensis - dyrygent/kierownik artystyczny: Stanisław Gałoński - Kaspar Förster Jr.: Mistrzowie i uczeń - soliści: Olga Pasiecznik, Marta Boberska, Kai Wessel, Krzysztof Szmyt, Jacek Wisłocki, Dirk Snellings - orkiestra/zespół: Il Tempo - dyrygent/kierownik artystyczny: Agata Sapiecha - O cudownych uzdrowieniach – Ars Nova - soliści: Anna Mikołajczyk – sopran, Maria Pomianowska – śpiew, melorecytacje, Małgorzata Feldgebel – fidel, Marcin Zalewski – lutnia arabska ud, lira korbowa, śpiew, Krzysztof Owczynik – flety, cornamuse, melorecytacja, śpiew, Jacek Urbaniak – flety, pomort, śpiew - orkiestra/zespół: Ars Nova - dyrygent/kierownik artystyczny: Jacek Urbaniak | |
| Album roku muzyka kameralna | |
| - Karol Szymanowski: Utwory na skrzypce i fortepian: Piotr Pławner, Wojciech Świtała - soliści: Piotr Pławner – skrzypce, Wojciech Świtała – fortepian - Apolinary Szeluto – Camerata Vistula - soliści: Konstanty Andrzej Kulka – skrzypce, Andrzej Wróbel – wiolonczela, Andrzej Tatarski – fortepian - orkiestra/zespół: Camerata Vistula - Arcydzieła Polskiej Muzyki Kameralnej 3 SACD&CD: Chopin: Trio op. 8, Polonaise Brillante op. 3 Grand Duo Concertante, Sonata op. 65 - soliści: Konstanty Andrzej Kulka – skrzypce, Krzysztof Jabłoński – fortepian, Tomasz Strahl – wiolonczela - Karol Szymanowski: Utwory na skrzypce i fortepian: Kaja Danczowska, Justyna Danczowska - soliści: Kaja Danczowska, Justyna Danczowska - Witold Lutosławski: Opera Omnia. Muzyka Kameralna - soliści: Krzysztof Jakowicz – skrzypce, Andrzej Bauer – wiolonczela, Jakub Jakowicz – skrzypce, Radosław Pujanek – skrzypce, Marcin Markowicz – skrzypce, Artur Rozmysłowicz – altówka, Maciej Młodawski – wiolonczela, Bartosz Bednarczyk – fortepian, Elżbieta Zawadzka – fortepian, Jan Krzysztof Broja – fortepian - orkiestra/zespół: Lutosławski Quartet Wrocław - dyrygent/kierownik artystyczny: Marcin Markowicz | |
| Album roku muzyka solowa | |
| - Haydn, Beethoven, Mozart - soliści: Rafał Blechacz - Fryderyk Chopin - soliści: Janusz Olejniczak – fortepian - Fryderyk Chopin: Polonezy - soliści: Barbara Hesse-Bukowska - Karol Szymanowski: Utwory na fortepian - soliści: Joanna Domańska – fortepian - Polish Music - soliści: Łukasz Kuropaczewski | |
| Album roku muzyka symfoniczna i koncertująca | |
| - Karłowicz: Koncert skrzypcowy A-dur op. 8, Odwieczne Pieśni op. 10, SACD & CD - soliści: Agata Szymczewska – skrzypce - orkiestra/zespół: Sinfonia Varsovia - dyrygent/kierownik artystyczny: Jerzy Maksymiuk - Chopin - soliści: Halina Czerny-Stefańska - orkiestra/zespół: Orkiestra Symfoniczna Filharmonii Narodowej - dyrygent/kierownik artystyczny: Bohdan Wodiczko - Karol Szymanowski: 4 Symfonie - soliści: Izabela Kłosińska, Ewa Kupiec - orkiestra/zespół: Narodowa Orkiestra Symfoniczna Polskiego Radia, Chór Polskiego Radia - dyrygent/kierownik artystyczny: Kazimierz Kord - Karol Szymanowski: Pieśni z orkiestrą - soliści: Urszula Kryger, Iwona Sobotka - orkiestra/zespół: Narodowa Orkiestra Symfoniczna Polskiego Radia w Katowicach - dyrygent/kierownik artystyczny: Kazimierz Kord, Gabriel Chmura - Serocki, Baird, Krenz: Koncerty fortepianowe - soliści: Adam Wodnicki – fortepian - orkiestra/zespół: Narodowa Orkiestra Symfoniczna Polskiego Radia w Katowicach - dyrygent/kierownik artystyczny: Tadeusz Wojciechowski, Jerzy Swoboda | |
| Album roku muzyka współczesna | |
| - Paweł Mykietyn: Speechless Song - soliści: Jacek Laszczkowski – sopran męski, Maciej Piszek – fortepian, Jerzy Artysz – baryton, Viola Łabanow – klawesyn, Andrzej Bauer – wiolonczela - orkiestra/zespół: Polska Orkiestra Radiowa, Kwartet Dafô - dyrygent/kierownik artystyczny: Jacek Rogala, Przemysław Fiugajski - Krzysztof Meyer: Concertos - soliści: Boris Pergamenschikow – wiolonczela, Magdalena Rezler – skrzypce, Eduard Brunner – klarnet - orkiestra/zespół: Narodowa Orkiestra Symfoniczna Polskiego Radia w Katowicach - dyrygent/kierownik artystyczny: Antoni Wit, Gabriel Chmura - Henryk Mikołaj Górecki: String Quartets - orkiestra/zespół: Kwartet Śląski (Szymon Krzeszowiec, Arkadiusz Kubica, Łukasz Syrnicki, Piotr Janosik) - Marian Borkowski: Hymnus - soliści: Małgorzata Armanowska, Krakowska Grupa Perkusyjna, Andrzej Chorosiński - orkiestra/zespół: Polski Chór Kameralny, The Holst Singers, Chór Katedry Warszawsko-Praskiej Musica Sacra, Orkiestra i Chór Filharmonii Podlaskiej, Chór ATK, Chór Uniwersytetu Warszawskiego - dyrygent/kierownik artystyczny: Piotr Borkowski, Kazimierz Szymonik, Jan Łukaszewski, Stephen Layton, Violetta Bielecka - Młodzi kompozytorzy w hołdzie Fryderykowi Chopinowi - soliści: Jarosław Kaliski – fortepian, Bolesław Siarkiewicz – skrzypce, Karol Wroniszewski – wiolonczela, Tomasz Gumiela – fortepian, Tomasz Żymła – klarnet, Mateusz Konopka – puzon, Dorota Wyciślik – fortepian, Stanisław Lasoń – wiolonczela, Hu Chenyun – suona, Michał Moc – akordeon, Paweł Gusnar – saksofon, Michał Górczyński – klarnet, Lubomir Jarosz – trąbka, Zbigniew Monkiewicz – waltornia, Leszek Lorent – perkusja, Szymon Linette – perkusja, Maciej Piszek – fortepian, Zofia Dowgiałło – harfa, Marcin Suszycki – skrzypce, Aleksandra Demowska – altówka, Karol Marianowski – wiolonczela, Katarzyna Drogosz – fortepian, Barbara Zdziarska – skrzypce, Maria Tomala – altówka, Ewald Wawrzyniuk – kontrabas, Mateusz Sztabiński – fortepian, Marcin Stańczyk – fortepian, Adam Bogacki – kontrabas, Ewa Mizerska – wiolonczela - orkiestra/zespół: Orkiestra Śląscy Kameraliści, Orkiestra Muzyki Nowej, Shanghai Symphony Orchestra, Orkiestra Kameralna Aukso, NeoQuartet (Karolina Piątkowska-Nowicka, Paweł Kapica, Michał Markiewicz, Krzysztof Pawłowski), Lutosławski Piano Duo (Emilia Sitarz, Bartłomiej Wąsik) - dyrygent/kierownik artystyczny: Szymon Bywalec, Zhang Yi, Marek Moś, Monika Wolińska, Aleksander Lasoń | |
| Album roku recital wokalny, opera, operetka | |
| - Karol Szymanowski: Król Roger - soliści: Andrzej Dobber, Aleksandra Buczek, Rafał Majzner, Pavlo Tolstoy, Radosław Żukowski, Barbara Bagińska - orkiestra/zespół: Orkiestra i Chór Opery Wrocławskiej, Chór Kameralny Angelus - dyrygent/kierownik artystyczny: Ewa Michnik, Mariusz Treliński (reżyser) - Cherubini – Lodoïska - soliści: Sofia Soloviy, Małgorzata Pańko, Tadeusz Szlenkier, Alexander Korner, Lionel Lhöte, Wojciech Gierlach, Remigiusz Łukomski, Bogusław Kowalski, Bogdan Desoń, Łukasz Smołka, Janusz Styszko - orkiestra/zespół: Polska Orkiestra Radiowa, Camerata Silesia, Chór Polskiego Radia - dyrygent/kierownik artystyczny: Łukasz Borowicz, Marek Kluza, Anna Szostak, Christa Ludwig - Karol Szymanowski: Pieśni op. 5, 7, 32, 41, 54 - soliści: Anna Radziejewska – mezzosopran, Mariusz Rutkowski – fortepian | |

### Złote Fryderyki
Laureaci Złotych Fryderyków:

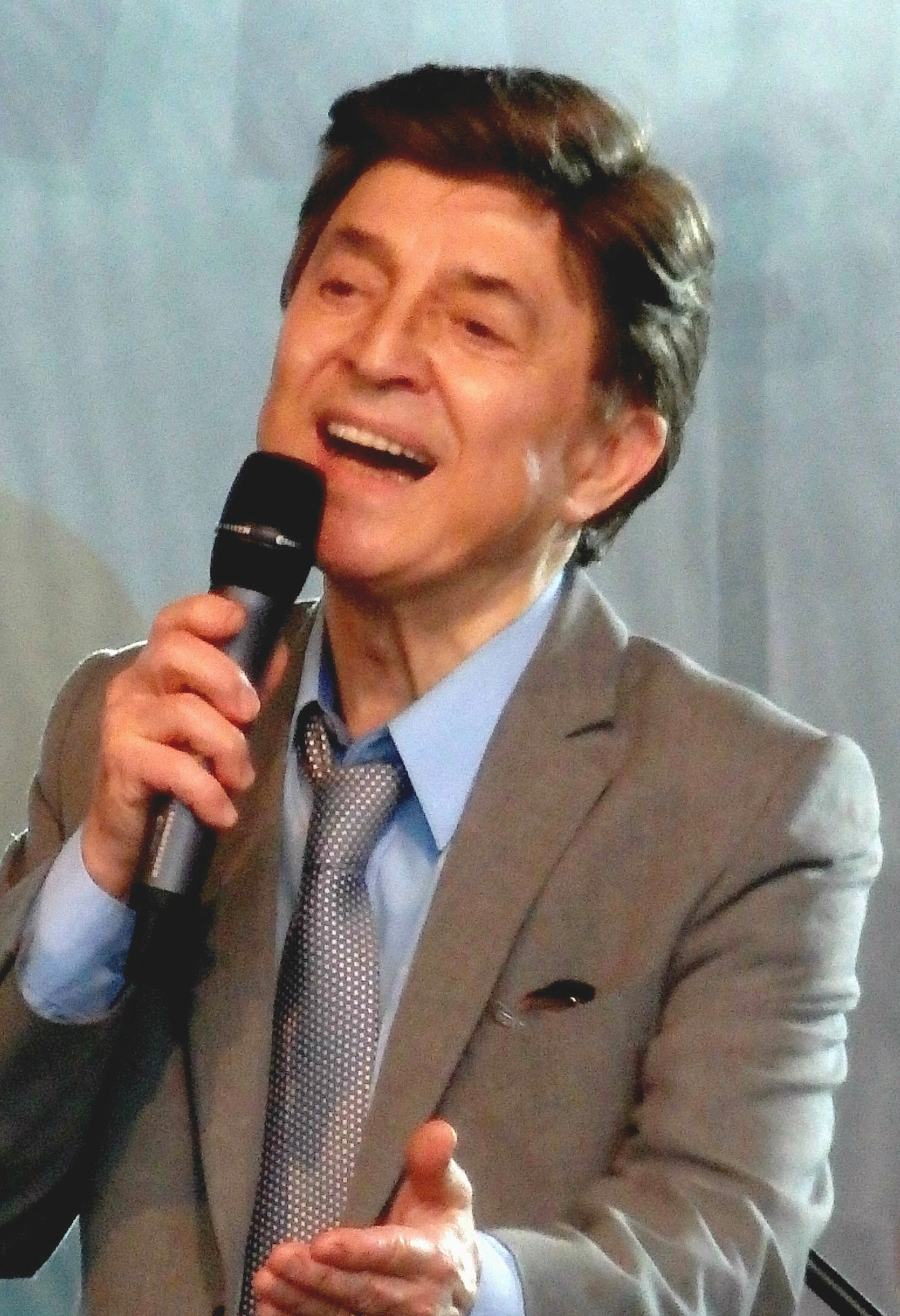
Jerzy Połomski, laureat Złotego Fryderyka w muzyce rozrywkowej

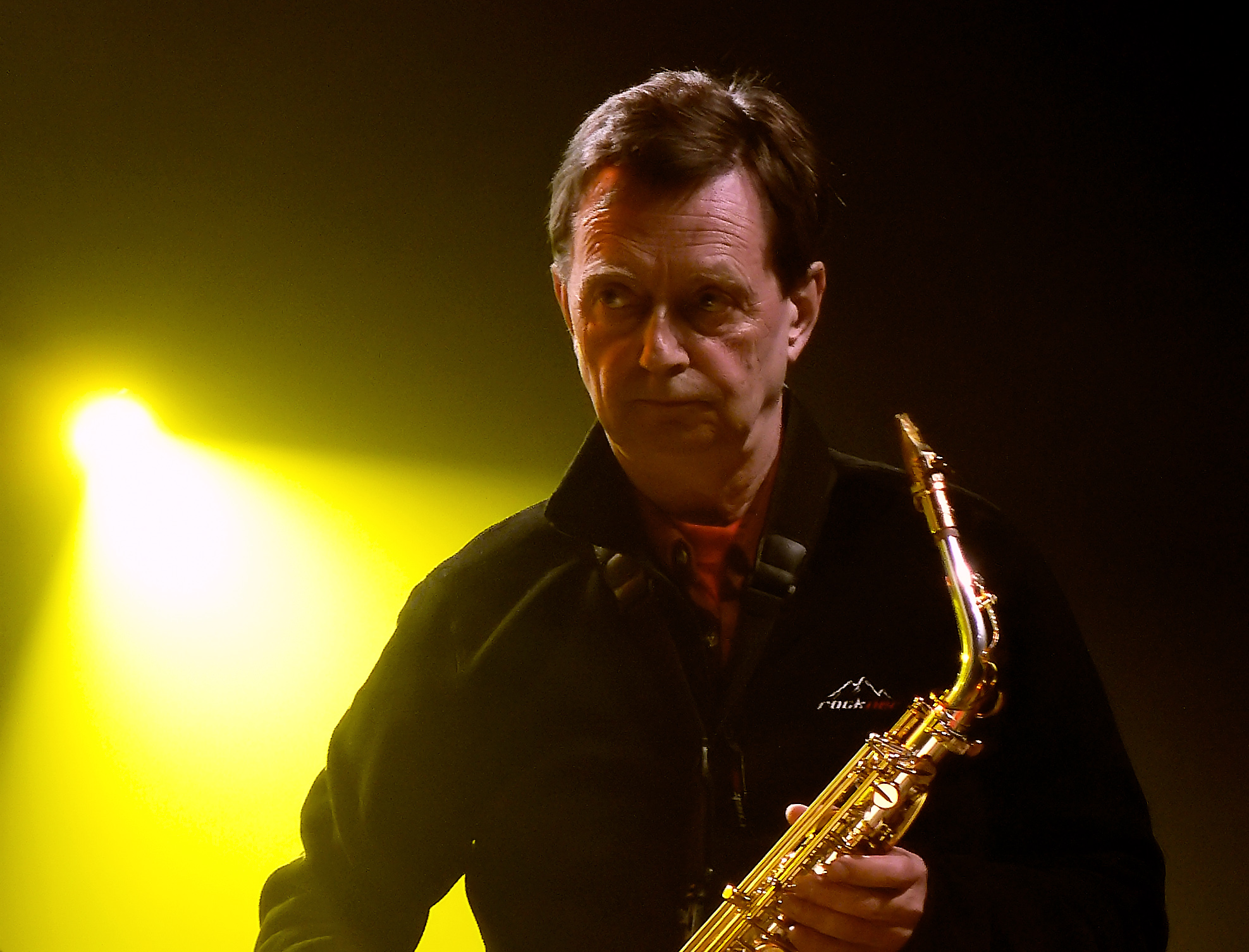
Zbigniew Namysłowski, laureat Złotego Fryderyka w muzyce jazzowej

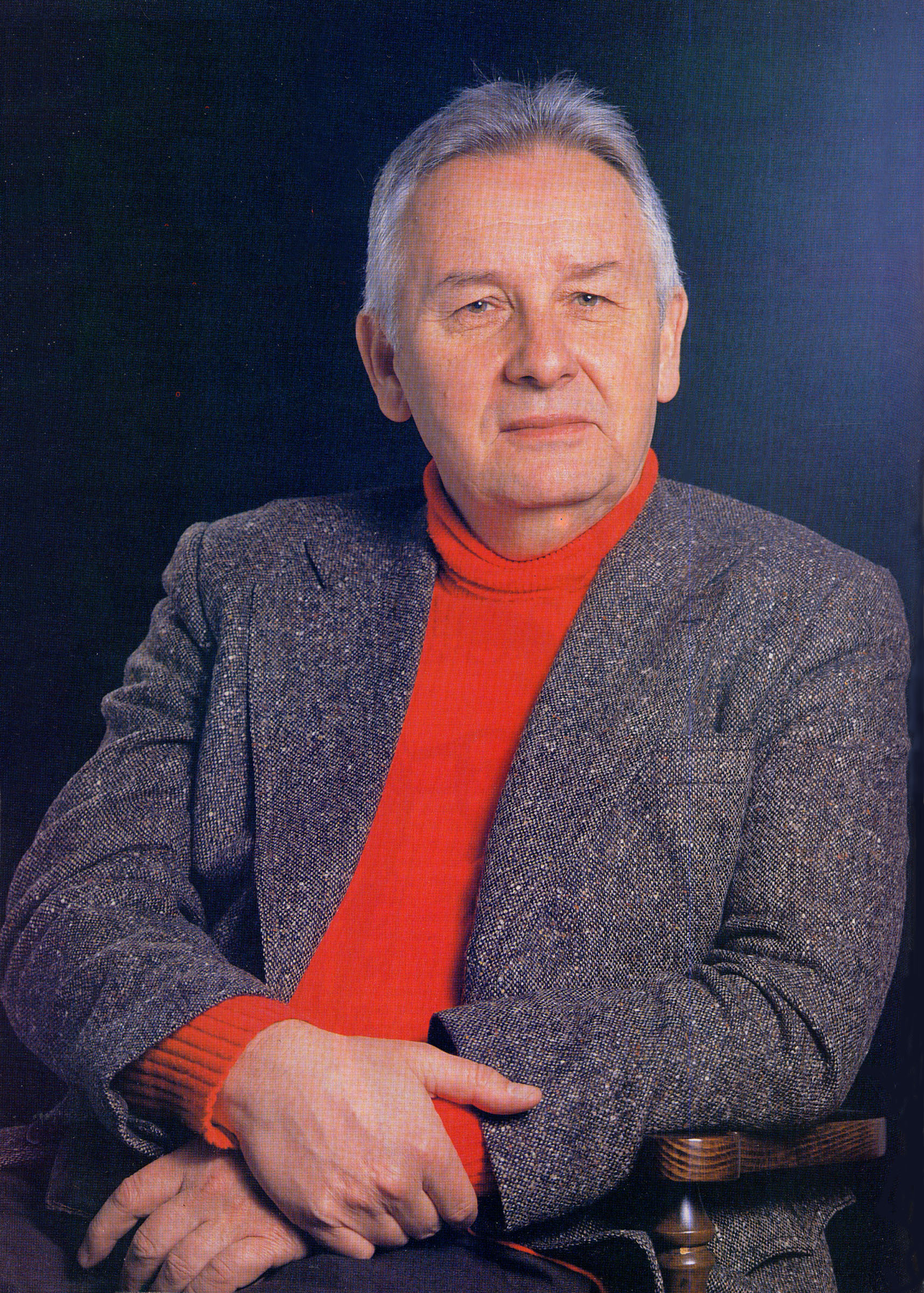
Jerzy Połomski, laureat Złotego Fryderyka w muzyce poważnej

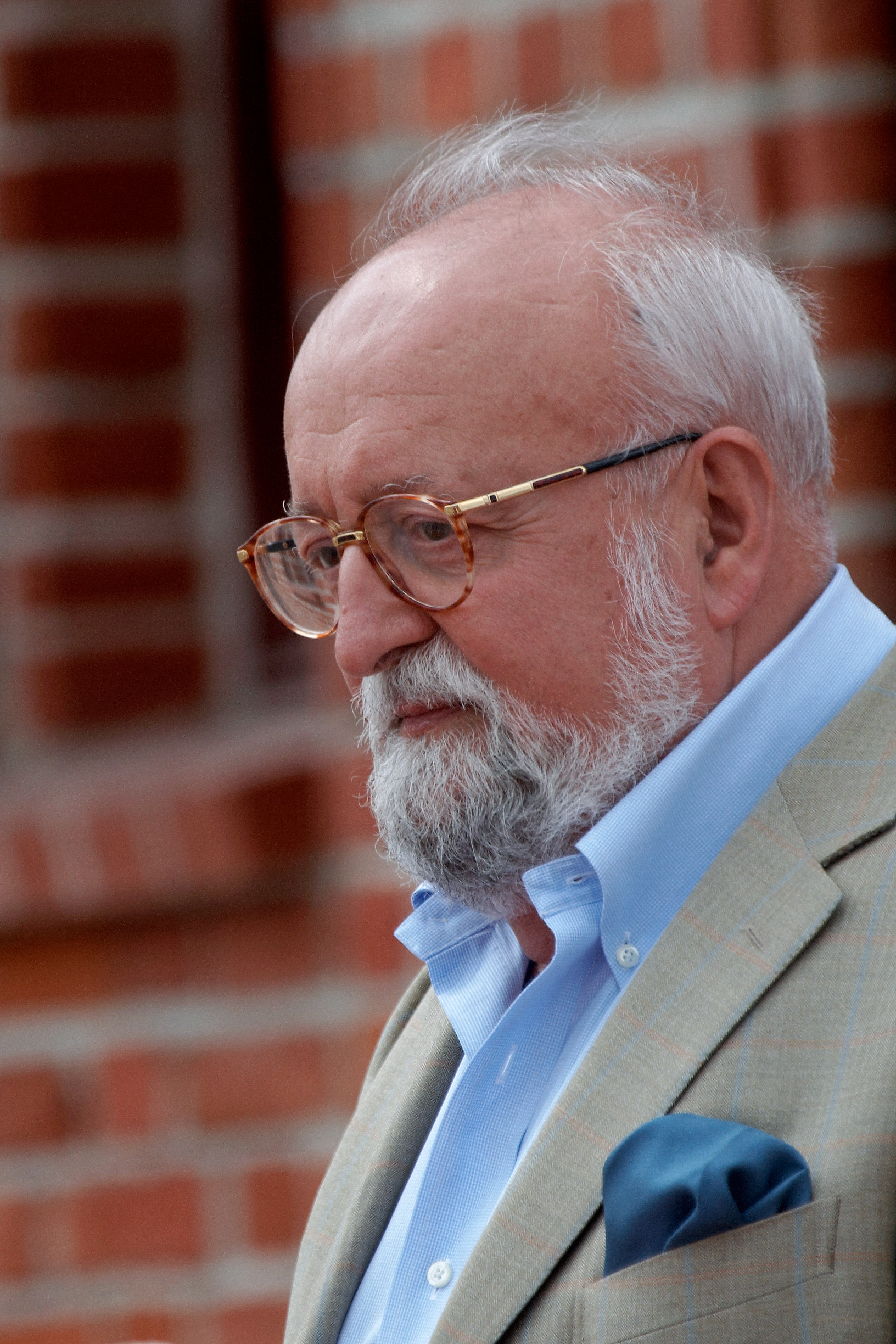
Krzysztof Penderecki, laureat Złotego Fryderyka w muzyce poważnej

- Jerzy Połomski (muzyka rozrywkowa)
- Zbigniew Namysłowski (muzyka jazzowa)
- Henryk Mikołaj Górecki (muzyka poważna)
- Krzysztof Penderecki (muzyka poważna)

## Statystyki
| Liczba | Osoba/zespół |
| ------ | --- |
| 3      | Czesław ŚpiewaMaria PeszekPiotr Rogucki |
| 2      | Andrzej BauerAndrzej BiałkoComaJacek LaszczkowskiJacek RogalaJerzy ArtyszKatarzyna NosowskaKwartet DafôMaciej PiszekMarcin WasilewskiPolska Orkiestra RadiowaPrzemysław FiugajskiViola Łabanow |

| Liczba | Osoba/zespół |
| ------ | --- |
| 8      | Ania Dąbrowska |
| 7      | Czesław MozilMaria Peszek |
| 6      | Czesław ŚpiewaPiotr RoguckiRafał Matuszak |
| 5      | ComaWojciech Waglewski |
| 4      | Chór Opery i Filharmonii PodlaskiejJan ŁukaszewskiKapela ze Wsi WarszawaKatarzyna NosowskaNarodowa Orkiestra Symfoniczna Polskiego Radia w KatowicachPiotr KupichaVioletta Bielecka          |
| 3      | Acid DrinkersAleksander MendykAndrzej BauerDariusz PopowiczGrzegorz NagórskiMaciej PiszekOrkiestra Opery i Filharmonii Podlaskiej w BiałymstokuPolska Orkiestra RadiowaPolski Chór Kameralny |